# シウダ・デポルティーバ・デ・パテルナ
シウダ・デポルティーバ・デ・パテルナ(スペイン語:Ciudad Deportiva de Paterna)はリーガ・エスパニョーラのサッカークラブ、バレンシアCFの練習場・複合スポーツ施設。敷地面積は180,000㎡で、開場は1992年。所在地は、スペインのバレンシア州バレンシア県のパテルナ。公立の工業技術研究所「バレンシア技術公園」がすぐ隣にあり、バレンシア高速道路C-7とC-37の合流地点に近い。
バレンシア語ではシウータ・エィズポールティーバ・デイ・パテイルナ(Ciutat Esportiva de Paterna)、カタルーニャ語ではシウタット・アズプールティーバ・ダ・パタルナ(Ciutat Esportiva de Paterna)。

## 歴史
スペイン内戦終結後、国内の多くのクラブは劣悪な環境で練習をしていた。選手たちは医療設備の不足のためケガを恐れ、若手選手たちの出場機会も不足がちだった。1944年には元バレンシアの選手「リノ」ことレオポルド・コスタに下部組織の問題解決を委ねた。リノは若手に出場機会を与えるため、2軍の編成を計画。1925年に創設されたバレンシア市内アランカピンス地区のクラブ「CDクエンカ」を1943-44シーズンのディビシオネス・レヒオナレス3部リーグ優勝後に、バレンシアCF傘下に吸収してリザーブチーム化した。これが現在のバレンシアCF・メスタージャである。
この2軍は素晴らしい成績を残し、以後のバレンシアCFの選手層増強に貢献したものの、トップチーム同様に練習環境はお粗末であった。フランシスコ・ロス・カサレス会長(1973-75)と経営陣は万難を排して、練習環境の改善に取り組んだ。旧練習場「サエタ・ルビア(Saeta Rubia)」の状態は芳しくなく、ファンもこの状態をどうするのかと心配していた。ソシオ達は練習施設問題について長く議論を重ねた。7,000万ペセタでパテルナの土地を買収しようという案が出たが、カサレス会長は決定直前でこれを承認しなかった。最終的な買収費用はさらに高くなって8,500万ペセタとなった。
カサレス会長と経営陣は長期的ビジョンに立ち、この土地に「スポーツ・シティ」を打ち立てようと考えた。バレンシアの市外にあるパテルナの土地を高額で買い取ったからには、未来につながる価値あるものとする理由が必要だった。1992年の開場以降、練習環境は飛躍的に改善された。それ以前には規定に満たない寸法のグラウンドや、試合会場のメスタージャで練習を行ったりしていたからである。また時には、バレンシア市内ナサレイト地区の「インスタラシオネス・デ・ベニマール」 を使用したりしていた。

## 施設
トップ・リザーブ・カンテラの一体的な練習拠点として整備するのには時間がかかり、やっと開場したのは1992年2月19日であった。開場後も施設の面積は徐々に拡張され、そこにさらに多くのグラウンド、カンテラ選手寮、近代的リハビリ・センターが建設された。開場当時は天然芝のピッチが5つ、人工芝のピッチが１つあるだけだった。
観客席付きのグラウンドは、1940-1950年代のバレンシア第一次黄金期の守備的MFであり、1950年のFIFAワールドカップで4位になったスペイン代表メンバーでもある往年の名選手、故・アントニオ・プチャデス氏(1925-2013)の名前がつけられた。
リハビリ・センターにはフィジオ・セラピスト、マッサージ用バスルーム、サウナ、プールがある。広々としたジムには近代的で多様な筋力トレーニングマシンを設置している。これは選手たちに最適なフィジカル・トレーニングを施すためである。中央棟の2階(Primera Planta) には選手たちが滞在できる10の部屋があり、自分たちのプレーと対戦相手の分析など、練習に役立てるための映像機器も各部屋に備え付けられている。
下の階にはトップ・リザーブ・カンテラの更衣室がある。この建物のちょうど裏側がエスタディオ・アントニオ・プチャデスである。トップチームの練習場所は1軍専用以外のグラウンドを使う場合があるが、原則として天然芝のグラウンドしか予約することは無い。1軍専用グラウンドも天然芝である。
シウダ・デポルティーバ・デ・パテルナでは、毎日100人以上のスポーツ選手が汗を流している。つい最近の改修では、照明光度の強化・フットバレー用グラウンドの整備が同時進行中とのことである。公式サイトにおいて、バレンシアCFはこの施設はスペインだけでなく欧州全体でも最高のもののひとつであり、特に育成に関しては他のクラブに匹敵する水準と自負している。

## エスタディオ・アントニオ・プチャデス
リザーブチーム、バレンシアCF・メスタージャの公式戦会場アントニオ・プチャデスの観客席は2つある。北西方向に屋根なしの「オープン・テラス」、屋根付きのスタンドが南西方面に建てられている。2015年には南西側スタンドの屋根がオレンジ色に塗装され、同じくオレンジ色の座席が設置された。収容数は公称2,250人で、セグンダBの平均観客動員数に見合ったキャパシティである。1992年以降、リザーブチームの公式戦はほとんどここで行われている。2005年以降、クラブの経営難に伴う環境の劣悪化などもありセグンダB降格、テルセーラ降格も経験したが、経営状態の回復に伴い再び地元出身のタレントを輩出する傾向にある。